# Rhacochilus toxotes
Rhacochilus toxotes är en fiskart som beskrevs av Agassiz, 1854. Rhacochilus toxotes ingår i släktet Rhacochilus och familjen Embiotocidae. Inga underarter finns listade i Catalogue of Life.